# Teufels Großmutter
Teufels Großmutter war eine 1986 im Vorabendprogramm des ZDF ausgestrahlte zwölfteilige Familienserie des Drehbuchautors Justus Pfaue.
Die Serie handelt von den Sorgen und Freuden der Berliner Dreigenerationenfamilie Teufel, die eine Bootswerft betreibt. Oberhaupt der Familie Teufel ist die gleichermaßen temperamentvolle wie auch durchsetzungsfähige Oma Dorothea Teufel, gespielt von Brigitte Horney. Die männliche Hauptrolle, Dorotheas Ex-Mann Friedrich-Heinrich, genannt F.H. (gesprochen: Eff Punkt Ha Punkt), verkörperte Peter Pasetti. Loni von Friedl und Gerd Baltus sind als Tochter Hetty und Schwiegersohn Frank vertreten, die Darsteller der Enkelkinder Friedrich und Doris sind Matthias Hinze und Natascha Rybakowski, die als Stimme der Moni in Bibi Blocksberg oder als Kinderstimme in zahlreichen Benjamin-Blümchen-Episoden bekannt ist.
Zahlreiche Nebenrollen in Pfaues Serie sind mit Darstellern aus Die Wicherts von nebenan besetzt, so spielen z. B. Ekkehard Fritsch, Wilfried Herbst, Manfred Lehmann, Andreas Mannkopff,  Horst Pinnow, Roswitha Schreiner und Gerhard Wollner in beiden Pfaue-Serien mit.
Die Serie ist seit Juli 2007 auf DVD erhältlich.

## Folgen
| Nr. | Titel                          | Erstausstrahlung |
| --- | ------------------------------ | ---------------- |
| 1   | Die Sonntags-Oma               | 2. Januar 1986   |
| 2   | Neue Mieter braucht das Haus   | 9. Januar 1986   |
| 3   | Auf den Hund gekommen          | 16. Januar 1986  |
| 4   | Spiel, Satz und Sieg           | 23. Januar 1986  |
| 5   | Der Tanz ums Moped             | 30. Januar 1986  |
| 6   | Schattenboxen                  | 6. Februar 1986  |
| 7   | In gewissen Krankheiten topfit | 13. Februar 1986 |
| 8   | Mast- und Schotbruch           | 20. Februar 1986 |
| 9   | Der hundertste Geburtstag      | 27. Februar 1986 |
| 10  | Die Hamburger Krankheit        | 6. März 1986     |
| 11  | Wie soll das Kind heißen?      | 13. März 1986    |
| 12  | Glücklich restauriert          | 20. März 1986    |